# Nobody Told Me
«Nobody Told Me» es una canción compuesta por el músico británico John Lennon y publicada como primer sencillo del álbum póstumo Milk and Honey, de 1984. 
Fue publicada por Polydor Records el 6 de enero de 1984 en Estados Unidos y el 9 de enero de 1984 en el Reino Unido.
La canción fue compuesta originalmente para el álbum de Ringo Starr Stop and Smell the Roses, pero la muerte de Lennon el 8 de diciembre de 1980 impidió que la canción pudiera ser utilizada por Starr. 
"Nobody Told Me" fue el último sencillo de Lennon en entrar en los diez primeros puestos de las listas de Billboard (número 5).
La cara B del sencillo fue el tema "O'Sanity", de Yōko Ono, también incluido en el álbum Milk and Honey.

## Composición
La letra de la canción hace referencia a las frustraciones y paradojas cotidianas; en una parte de se menciona "un pequeño ídolo amarillo al norte de Katmandú" similar a un verso del poema "The Green Eye of the Yellow Dog", escrito en 1911 por J. Milton Hayes, que dice: "There's a one-eyed yellow idol to the north of Khatmandu", lo cual puede traducirse por "hay un ídolo amarillo y tuerto al norte de Katmandú". Otra línea de la canción dice: "There's a UFO over New York and I ain't got surprised", haciendo referencia al supuesto ovni que Lennon observó en Nueva York en 1974 y a la portada del álbum del mismo año Walls and Bridges con el mensaje: "el 23 de agosto de 1974 a las 9 en punto vi un OVNI, J.L.".

## Grabación
El demo de la canción se llamaba "Everybody's Talkin', Nobody's Talkin" y fue grabada en 1975 en el Edificio Dakota, probablemente inspirada en una canción de su amigo Harry Nilsson. La frase "Nobody told me there'd be days like these..." contrastaba con la originalmente escrita "My mother told me there'd be days like this".
El video musical póstumo se compone de varias imágenes entre John Lennon y su viuda Yōko Ono.